# Estadi Ciutat de València
Estadi Ciutat de València är en fotbollsarena i Valencia. Den är hemmaarena för Levante som spelar i La Liga. Arenan rymmer 26 354 åskådare. Ny renovering av arenan tillkom under året 2020 och efter ombyggnationen tillämpas nu namnet ”Nuevo Ciutat de Valencia” som det officiella namnet på arenan.

## Historia
Arenan invigdes 1969 under ledning av Antonio Román. Invigningsmatchen spelades mellan de båda Valencia-lagen Levante och     Valencia.